# Ерік Вітакер
Е́рік Е́двард Ві́такер (англ. Eric Whitacre; нар. 2 січня 1970) — американський композитор, диригент та спікер, відомий своїми хоровими, оркестровими та духовими композиціями. У березні 2016 року був призначений першим артистом-резидентом Лос-Анджелеського хору в концертному залі імені Волта Діснея.

## Ранні роки
Вітакер народився в Ріно (Невада) у сім'ї Росса та Роксани Вітакерів. У дитинстві з перервами він навчався гри на фортепіано і був учасником молодіжного оркестру під керівництвом Джима Бернетта. Пізніше Вітакер грав на синтизаторі в техно-поп-гурті, мріючи бути рок-зіркою. Попри те, що на той час Вітакер не вмів читати ноти, він розпочав музичне навчання в Невадському університеті в Лас-Вегасі, та в кінцевому підсумку навчався на бакалаврській програмі з музики, спеціалізуючись на композиції.

## Кар'єра
Вітакер згадує, що його життя змінилося після першого в своєму житті виконання Реквієма Моцарта. Він вивчав композицію в українського композитора Вірка Балея та хорове диригування у Девіда Вайллера, закінчивши бакалаврат з музики у 1995 році. Вітакер зазначає, що Вайллер надихнув його — молодого композитора — на музичний шлях. У 21-річному віці він написав твір Go, Lovely Rose для свого університетського хору та присвятив його Девіду Вайлерру.
Вітакер продовжив своє навчання на магістратурі з композиції у Джульярдській школі, де він навчався у Джона Корильяно та Девіда Даймонда. У 23-річному віці закінчив свій перший твір для духового оркестру «Ghost Train», який до цього часу уже був записаний 40 разів. Том Леслі зацікавив юнака у написанні творів для духового оркестру. Навчаючись у Джульярдській школі, Вітакер зустрів свою майбутню дружину Гілу Плітманн та двох найкращих друзів — Стівена Браянта та Джонатана Ньюмана. Вітакер проживав у штаті Невада до 25 років. Після закінчення навчання 1997 році він переїхав в Лос-Анджелес. Після успіху з твором «Ghost Train» Вітакер вирішив повністю зайнятися професійною композиторською діяльністю.
Перший альбом Вітакера як композитора та диригента «Light & Gold», записаний на студії Decca/Universal, отримав нагороду Греммі за найкраще хорове виконання 2012 року та посів перше місце в чартах класичної музики в США та Великій Британії протягом тижня з дня випуску. Другий альбом Вітакера «Water Night» вийшов на студії Decca/Universal 12 квітня 2012 року та включив виступи його професійного хору «Eric Whitacre Singers», Лондонського симфонічного оркестру, Джуліана Ллойда Веббера та Гіли Плітманн.
До цього часу Вітакер компонував твори для Лондонського симфонічного оркестру та хору, Джуліана Ллойда Веббера та Лондонської філармонії, вокальних ансамблів «The Tallis Scholars», «The King's Singers», оркестру Міннесоти та для багатьох інших колективів. Вітакер також співпрацював з композитором Гансом Ціммером, пишучи тему русалки для фільму «Пірати Карибського моря: На дивних берегах».

## Особисте життя
З 1998 року до 2017 року Вітакер був одружений з ізраїльською оперною співачкою Гілою Плітманн.
У березні 2019 року Вітакер одружився з бельгійською оперною співачкою Лоренс Сервес на острові Мауї (Гавайські остови).

## Стиль
Особливістю творів Вітакера є використання алеаторних і невизначених частин, а також незвичих позначень у партитурах, які в деяких випадках вказують на рухи рук. Його роботи описують як «певний вид музики, яку Ральф Воан-Вільямс можливо написав у кембриджському відділенні Dunkin 'Donuts».
Стиль Вітакера, подібно до стилю Мортена Лорідсена, описують як «неоімпресіоністичний».

## Нагороди та відзнаки
Вітакер виграв міжнародний композиторський конкурс ім. Барлова, отримав нагороди Американської асоціації диригентів, Американського форуму композиторів та у 2001 році —Комісію ім. Раймонда В. Брока Американської асоціації диригентів. Його мюзикл «Paradise Lost: Shadows and Wings», виграв кілька нагород, серед них також нагороду Американської асоціації композиторів. Альбом «Cloudburst and Other Choral Works» був номінований на нагороду Греммі за найкраще хорове виконання в 2007 році, а альбом «Light & Gold» виграв нагороду Греммі за найкраще хорове виконання в 2012 році.

## Творчість

### Симфонії для духового оркестру
- October
- Sleep (хорова транскрипція)
- Lux Aurumque (транскрипція хорового твору, транспонованого на пів тона нижче з до мажор в до мінор)
- Cloudburst (хорова транскрипція)
- Libertas Imperio (з Paradise Lost: Shadows and Wings)
- Ghost Train
- Equus
- Noisy Wheels of Joy
- The Seal Lullaby (хорова транскрипція)

### Твори для змішаного хору
- A Boy and a Girl (вірш Октавіо Паса)
- Alleluia (адаптація для хору з October)
- Cloudburst (вірш Октавіо Паса)
- Enjoy the Silence (аранжування пісні Мартін Гора/«Depeche Mode»)
- Glow (вийшла для Діснейленду; слова Едварда Еша)
- Little Tree
- Lux Aurumque (вірш Едварда Еша; перекладений на латинську мову Чарльзом Антоні Сільвестрі; також написаний для чоловічого хору)
- Nox Aurumque (вірш Чарльза Антоні Сільвестрі)
- The Seal Lullaby (вірш Редьярд Кіплінга)
- She Weeps Over Rahoon (вірш Джеймс Джойса)
- Sleep (оригінал з поеми Роберт Фроста «Stopping by Woods on a Snowy Evening»; у зв’язку з авторським правом версія опублікована на основі текстової адаптації Чарльза Антоні Сільвестрі)
- Sleep, My Child (хорова транскрипція з Paradise Lost: Shadows and Wings)
- Three Flower Songs
  1. I Hide Myself (вірш Емілі Дікінсон)
  2. With a Lily in Your Hand (вірш Федеріко Гарсія Лорки)
  3. Go, Lovely Rose (вірш Едмунда Воллера)
- Three Songs of Faith (вірші Е. Каммінгса)
  1. i will wade out
  2. hope, faith, life, love
  3. i thank You God for most this amazing day[18]
- Water Night (вірш Октавіо Паса; переклад Муріель Рукейсер)
- i carry your heart (вірші Е. Каммінгса)
- The Sacred Veil (лірика Чарльза Антоні Сільвестрі)

### Оркестрові твори
- Godzilla Eats Las Vegas
- October
- The River Cam
- Water Night
- Winter

### Мюзикл
- Paradise Lost: Shadows and Wings

### Інші аранжування
- Five Hebrew Love Songs для сопрано, соло скрипки, фортепіано
- Goodnight Moon для сопрано та струнного оркестру

### Фільми та телебачення
- «Пірати Карибського моря: На дивних берегах», співпраця з Гансом Ціммером над темою русалки та хоровою частиною.
- «Бетмен проти Супермена: На зорі справедливості», хормейстер. Вокалісти: Гіла Плітманн, Домінік Льюіс, Торі Летцлер. «Eric Whitacre Singers» співають хорові частини.
- «Як приборкати дракона 3: Прихований світ», співпраця з композитором Джон Павеллом. «Eric Whitacre Singers» співають хорові частини.[19]